# 石井紘基
石井紘基（1940年11月6日—2002年10月25日）日本民主黨所屬的眾議院議員。

## 經歷
石井紘基出生於東京都世田谷區。池之上小學，成城學園中學，高中，日本中央大學法學院，早稻田大學研究所，莫斯科大學獲得哲學博士學位，妻子娜塔莎是俄羅斯人。 社會民主聯合事務局長，1992年秋天加入日本新黨。1993年是以當時「日本新黨」黨籍身分首次當選眾議員。之後，連任當選。1996年，參加民主黨的黨團議員活動，主要是日本政府支出浪費使用一事。2000年，電影「大逃殺」一事，以對青少年造成不良影響，反對放映。
2002年10月25日，在世田谷區自己的住宅停車場被右翼團體「守皇塾」代表伊藤白水刺殺身亡，伊籐白水用柳刀刃菜刀刺左邊胸部死亡。享年62歲 。

## 著作
- 「相連的話：對政治改革的我直言」（創樹社，1988年12月）
- 「官僚天堂日本破產 」（道出版，1996年4月） ISBN 4-7901-0130-4
- 「檢舉漫畫特權列島：切斷援助交際政治現場（文藝春秋，1999年10月）交政治的現場」ISBN 4-89036-090-5
- 「吃竭盡日本的寄生蟲：完全廢除特殊法人．公益法人 !」 （道出版，2001年11月）ISBN 4-944154-40-2
- 「日本自然滅亡之日：「官制經濟體制」吃光國民的錢 !」 （PHP 研究所，2002年1月）ISBN 4-569-61414-0
- 「誰也不知道的日本國家的幕後帳簿 : 消滅國家的特權財政的實況 !」 （道出版，2002年2月）ISBN 4-944154-41-0

## 外部連結
- 已故眾議院議員石井紘基事件的真相調查